# 武汉大学软件工程国家重点实验室
武汉大学软件工程国家重点实验室曾是武汉大学国家重点实验室之一。1985年9月经国家计委、国家教委批准筹建，于1989年3月通过国家验收并正式对外开放，2018年1月因评估未通过摘牌。实验室主体研究方向为“网上软件工程”，“演化计算”等。实验室培养计算机软件与理论方向的博士、硕士，但没有本科。实验室也设有计算机科学与技术专业的博士后流动站。 2010年1月11日，原武汉大学计算机学院、软件工程国家重点实验室、国家多媒体软件工程技术研究中心和武汉大学计算中心整合成现在的计算机学院。